# Sondre Langås
Sondre Langås (Namsos, 2 de febrero de 2001) es un futbolista noruego que juega en la demarcación de defensa para el Derby County F. C. de la EFL Championship.

## Selección nacional
El 9 de septiembre de 2024 hizo su debut con la selección de Noruega en un partido de la Liga de Naciones de la UEFA 2024-25 contra Austria que finalizó con un resultado de 2-1 a favor del combinado noruego tras el gol de Marcel Sabitzer para Austria, y de Felix Myhre y Erling Haaland para Noruega.

## Clubes
| Club                        | País       | Año       | Partidos | Goles |
| --------------------------- | ---------- | --------- | -------- | ----- |
| Namsos IL                   | Noruega    | 2017-2019 | 5        | 0     |
| Ranheim Fotball             | Noruega    | 2020      | 2        | 0     |
| IL Stjørdals-Blink (cedido) | Noruega    | 2020      | 3        | 0     |
| Ranheim Fotball             | Noruega    | 2021-2023 | 52       | 1     |
| Viking FK                   | Noruega    | 2023-2025 | 43       | 2     |
| Derby County F. C.          | Inglaterra | 2025-     | 7        | 0     |